# Romi
Romi (romski: रोमानी, Rom, Rrom ili Rroma) tradicijski su nomadski narod podrijetlom iz sjeverozapadne Indije. Njihov jezik, romski, svrstava se u indoiransku jezičnu porodicu. Vjeruje se da je selidba Roma iz Azije započela oko 13. stoljeća. U zapadnu Europu dolaze u 15. stoljeću, da bi se u 16. stoljeću proširili cijelom Europom, a zatim na područje Sjeverne Amerike dolaze kasnih 1800-ih godina. Roma je diljem svijeta pred kraj 20. stoljeća bilo između deset i dvanaest milijuna. Dijele se na tri glavne etničke zajednice: Gitani (Gitanes), Kalderaši (Kalderash) i Manuši (Manush). U vjerskom pogledu Romi su raznoliki; pripadnici su pravoslavnih kršćana, muslimana, katolika, ali i drugih religija.
Svjetski dan Roma obilježava se 8. travnja počevši od 1971. godine, a prvi put se proslavio u Londonu. Njihova himna je »Đelem, đelem« (dosl. »Idem, idem«).

## Ime
Pogrdni naziv za Rome (rom ili manuš = čovjek) je Cigani (ponekad i umanjenica »Cigići«). Taj je naziv podrijetlom iz grčkoga Athinganos, a otuda ulazi u europske jezike u raznim oblicima.[nedostaje izvor] Nijemci su iskovali ime Zigeuner [cigojner]; mađarski: Cigány; litavski: Cigonas; talijanski Zingaro; arbanaški: Cingi. Podrijetlo ciganskoga imena tražilo se i kod indijskoga plemena Čangar, gdje bi možda mogla biti i njihova prapostojbina. Romi sebe na svom jeziku nazivaju Romima, dok ih pripadnici drugih naroda vrlo često, iz poruge, nazivaju Ciganima. Sami Romi nikada nisu koristili taj naziv za svoj narod.[nedostaje izvor] Ne postoji nikakva veza između imena Roma i Rumunjske (Romania), međutim, Rumunjska je treća država po broju Roma, nakon Indije (5 794 000) i Turske (3 000 000-5 000 000). U Rumunjskoj ima otprilike 700 000 – 2 500 000 Roma.
Postoji još nekoliko naziva za ovaj narod, a razlog je taj što se mislilo kako su Cigani porijeklom iz Egipta, otuda španjolski naziv Gitanos i engleski Gypsies, i u Crnoj Gori i Dalmaciji razvio se naziv Jeđupi ili Jeđupci, pa naziv Đupci u Makedoniji. Kod Turaka Osmanlija i Arapa, isto prema Egiptu, nastao je naziv Fir'aun kawmy (»faraonov narod«), on se u Mađarskoj pretvorio u 'pharao nepe', a preko Turaka je u Bosnu ušao kao Firauni, otuda i hipokoristik firko. Francuzi su nadalje za njih napravili i naziv Bohémiens (od Bohemija, Češka). Cigane ili Rome poznaju i skandinavski narodi koji ih prozvaše Tatern i Heiden (=pogani'). 

## PovijestRoma
Romi su tradicionalno nomadski narod. Vjeruje se da su napustili Indiju oko 1000. godine i da su prošli kroz zemlje koje su danas obuhvaćene granicama Afganistana, Irana, Jemena, i Turske. Dio Roma i danas živi na istoku, čak i u Iranu, uključujući i neke koji su se selili u Europu i potom se vratili. Početkom 14. stoljeća, Romi dolaze na Balkan, a početkom 16. stoljeća se sele sve do Škotske i Švedske. Neki Romi su se selili prema jugu kroz Siriju k Sjevernoj Africi, dolazeći u Europu preko Gibraltara. Oba ogranka migracije su se srela u današnjoj Francuskoj. Ljudi slični Romima i danas žive u Indiji, a najvjerojatnije potječu iz indijske pustinjske države Radžastan (Rajasthan).
Uzroci seobe Roma su jedna od najvećih zagonetki u povijesti. Postoji teorija da su Romi podrijetla iz niske društvene rase hinduističkih ljudi bili regrutirani i kao takvi su poslani na zapad kako bi se suprotstavili islamskoj vojnoj ekspanziji. Prema drugoj teoriji, Romi su potomci zarobljenika uzetih u roblje od strane muslimanskih osvajača sjeverne Indije i vremenom su razvili posebnu kulturu u zemlji svog zatočeništva. Zabilježeno je da je Mahmud od Gaznija uzeo pola milijuna zarobljenika tijekom tursko-perzijske invazije na Sind i Pendžab u Indiji. Zašto se Romi nisu vratili u Indiju, birajući umjesto toga da putuju na zapad u zemlje Europe, je enigma koja može biti povezana s vojnom službom pod muslimanima.
Useljavanje Roma u Sjedinjene Američke Države je počelo u kolonijalna vremena u malim grupama na području Virginije i Francuske Louisiane. Veće useljavanje je počelo poslije 1860. godine, s dolaskom grupa Romnišala iz Velike Britanije. Najveći broj romskih doseljenika je došao početkom dvadesetog stoljeća, uglavnom preko vlaških grupa i Kalderaša. Ove dvije grupe se često ne povezuju jedna s drugom. Veliki broj Roma se također naselio u Srednjoj Americi.
Studije o genetskom podrijetlu bugarskih, baltičkih i vlaških Roma ukazuju da oko 50 % proučenih Y kromosoma i mitohondrijske DNK pripadaju muškoj haplo grupi H (ha) i ženskoj haplo grupi M (em), haplo grupama koje su široko rasprostranjene širom Južne i središnje Azije. Muška haplo grupa R1a1 je rijetka među Romima, ali je ima oko 50% u muškim Y kromosomima u sjevernoj Indiji i Pakistanu.[nedostaje izvor]

## Odbacivanje
Zbog njihovog nomadskog načina života, oduvijek je postojalo međusobno nepovjerenje između Roma i njihovih sjedilačkih susjeda. Za njih se vjerovalo, i još uvijek se vjeruje, da su prosjaci, lopovi, otmičari, neprilagodljivi za sjedilački život i posao. Zbog svega toga bili su izlagani progonima. Romi su ponekad u svoje redove prihvaćali i društvene otpadnike. U razdoblju prosvjetiteljstva Španjolska je pokušala promijeniti otpadnički status Roma zabranom upotrebe riječi hitano i asimilacijom Roma u društvo, primoravajući ih da se odreknu svog jezika i načina života. Taj pokušaj je bio neuspješan.
Tamo gdje je to bilo moguće Romi su nastavili sa svojim nomadskim životom, ali u mnogim slučajevima, pogotovo u Istočnoj Europi, oni žive sjedilačkim životom u gotovo nepodnošljivim životnim uvjetima. I dan danas postoje sukobi između Roma i sjedilačkog stanovništva koje živi oko njih. Uobičajene žalbe su da Romi kradu i da žive od socijalne pomoći.

## Komunizam
Mnoge zemlje članice bivšeg Istočnog bloka i bivše Jugoslavije imali su znatnu romsku populaciju. Nivo integracije Roma u društvo je i dalje bio ograničen. Romi su se nalazili uglavnom na marginama društva, živeći u naseljima koja podsjećaju na geta. Samo mali broj romske djece završilo bi srednju školu. Romi su se uglavnom osjećali odbačenima od države i društva, što je stvaralo dalje prepreke njihovoj integraciji.
Za vrijeme komunizma, Romi su bili predmet asimilacijskih pritisaka (na primjer, službena upotreba romskog jezika je bila zabranjena), ali je njihova socijalna situacija bila relativno dobra. U sistemima planske ekonomije oni su uglavnom bili zaposleni kao nekvalificirana radna snaga, ali je takav posao zbog komunističke ideologije bio relativno dobro plaćen. Situacija se promijenila poslije raspada Sovjetskog Saveza i raspada komunizma u Istočnoj Europi. Romi od tada imaju problema da nađu posao na standardnom tržištu rada uglavnom zbog relativno niskog nivoa obrazovanja, niskih kvalifikacija, ali i predrasuda poslodavaca.
Citat iz The Guardiana (8. siječnja 2003.):
"U Češkoj Republici, 75% romske djece obrazuje se u školama za osobe s teškoćama u učenju i 70% Roma je nezaposleno (u usporedbi s nacionalnim prosjekom od 9%). U Mađarskoj, 44% romske djece pohađa specijalne (posebne) škole, dok je 74% muškaraca i 83% žena nezaposleno. U Slovačkoj, 28 puta je veća vjerojatnost da će romska djeca biti poslana da idu u specijalne škole, nego neromska djeca; nezaposlenost se kreće oko 80%."
U nekim zemljama, dio problema također ovisi i o socijalnoj pomoći. Za neke romske obitelji je isplativije da žive od socijalne pomoći nego od loše plaćenih poslova. To stvara mnogo novih problema: gnjev protiv Roma, uvjete za razvoj kriminala i izuzetnu osjetljivost na promjene u socijalnom osiguranju. Dobar primjer za to posljednje je Slovačka gdje je smanjenje visine iznosa socijalnog osiguranja (obitelj dobiva nadoknadu samo za prva tri djeteta) dovelo do građanskih nemira u nekim romskim selima.
U većini zemalja Europske unije Romi mogu dobiti priliku da vode normalne živote. Neke romske obitelji se bolje integriraju u veće zajednice izbjegavajući da imaju neobično mnogo djece, tako da ne žive od socijalne pomoći. Ipak, oči neromskog svijeta vide samo Rome koji iz raznoraznih razloga još uvijek žive po kartonskim kolibicama i koji prose po ulicama, stvarajući tako lošu sliku o svim ostalim Romima. Lokalne vlasti pokušavaju pomoći takvim ljudima poboljšavajući infrastrukturu u njihovim naseljima i pomažući ih novčano, ali ta pomoć je uglavnom površna i nedovoljna.
U lipnju 2004. godine, Livija Jaroka je postala drugi, a za sada i jedini, Rom koji je član Europskog parlamenta, pošto se nalazila na izbornoj listi mađarske desničarske, Fides partije, u vrijeme kada je Mađarska pristupala Europskoj uniji. Huan de Dios Ramirez Eredia, iz Španjolske, je bio prvi Rom član Europskog parlamenta.

## Običaji Roma
Romi su narod bez domovine i vlastite političke organizacije. Kod njih nema ni tradicije o državi ni nacionalizma. Međusobno su veoma složni i nikada nisu vodili osvajački rat. Oni su lutajući narod indijskog porijekla raspršen širom svijeta, pretežno u Europi. Tradicionalni Romi posebno cijene proširenu obitelj. Nevinost je ključna za neudatu ženu. I muškarci i žene se često vjenčavaju kao veoma mladi, obično, u prosjeku, imaju između 15 i 25 godina. Međutim, u vezi s romskim običajima oko vjenčanja postoje i izvjesne kontroverze, naročito one koje se tiču odvođenja u ropstvo. 2003. godine je Tortica, jedan od mnogobrojnih romskih plemenskih kraljeva, zabranio svojim podanicima da vjenčaju djecu prije nego što ona odrastu.
Zajednice Roma biraju svoga kneza koji pred vlastima zastupa svoje pleme. On se lijepo oblači, a simbol njegove časti je kneževska sjekirica na štapu. Knez je odgovoran za postupke svoje vlastite zajednice i stoga poznaje svaku obitelj. Uz njega se nalazi i ciganska majka koja čuva i gaji ciganske običaje i daje savjete. Nju se veoma poštuje.
Od mjesta do mjesta, romska obitelj može biti patrijarhalna ili matrijarhalna. Značajno im je svima da se žene veoma mladi, a na vjenčanju je prisutan i ciganski knez. Obitelji su im velike, s mnogo djece.
Religija Roma je magija, a u pravilu prihvaćaju vjeru zemlje u kojoj žive, tako su u Grčkoj pravoslavne vjere a u Turskoj muslimanske. Kod njih se očuvalo vjerovanje u dobre i zle duhove i u uroke. U mjesecu svibnju dolaze na hodočašće grupe Roma katolika i sakupljaju se na jugu Francuske u gradu Saintes-Maries-de-la-Mer.
Romi su skloni glazbi i u mnogim su zemljama poznati kao profesionalni glazbenici. Njihovi orkestri sviraju pod vodstvom 'primaš'-a, koji improvizira melodije dodajući ih iznova, orkestar ga prati. Glazbala kojima se služe su prvenstveno violina, pa violončelo, kontrabas i cimbala. Veoma su po ovoj glazbi poznati Romi u Mađarskoj.

## Jezik
Jezik Roma (romski: e Romani chib, e Romani ćhib ili e Romani čhib) pripada indoarijskoj grani jezika u koji je ipak tijekom njihovog skitalačkog i selilačkog života prodro golem broj stranih riječi, pa je najveću promjenu doživio sam rječnik. Jezik im većinom ima iste glasove kao hrvatski, osim nekih grlenih glasova, postoje dva roda (muški i ženski), a imenica ima osam padeža. Posuđenice iz drugih jezika imaju posebnu deklinaciju; glagola ima tri vrste. Većina Roma govori neku od varijanti romskog jezika. Analiza romskog jezika je pokazala da je on blisko povezan s indo-europskim jezicima koji se govore u sjevernoj Indiji i Pakistanu. Ova činjenica je važna za utvrđivanje geografskog podrijetla Roma, pogotovo zbog toga što pozajmljenice u romskom jeziku omogućavaju praćenje sheme njihovih seoba k zapadu.
Suvremena lingvistika je utvrdila povezanost romskog jezika s pendžapskim i potoharskim jezikom, koji se govore u sjevernoj Indiji i Pakistanu. Lingurari su jedina skupina vlaških Roma koja ne poznaje romski jezik, a govore samo vlaški jezik.
Neki Romi su razvili specifične kreolske i/ili miješane jezike, među kojima se izdvajaju sljedeći:
- rodi ili norveški romski.
- kaló ili iberijski romski, koji koristi romske riječi (leksikon) i gramatiku španjolskog jezika, tzv. kalé. Izvor je mnogih riječi španjolskog slenga i žargona.
- lomavrenski romski ili jemenski romski.
- angloromski ili engleski romski.
- romskogrčki ili grčki romski.
- romskosrpski ili srpski romski.
- tavringerski romski ili skandoromski.

Posljednjih godina se pojavio pokret koji zagovara upotrebu „dvostrukog r” pri pisanju imena „Rromi”, pošto u romskom jeziku „r” i „rr” predstavljaju dva različita glasa. Romi su s područja bivše Jugoslavije govorili romskim, srpskim, vlaškim i turskim jezikom, a bili su pravoslavci ili muslimani. Bili su stalno nastanjeni, ali bilo je i lutajućih Roma. Po zanimanju bili su svirači, trgovci stokom, kovači, zemljoradnika, itd.

## Brojnost
Prema popisu stanovništva 2011. godine, Roma je u Hrvatskoj bilo 16 975. Teško je sa sigurnošću utvrditi broj Roma u svijetu. Prema nekim mišljenjima ima ih oko 1 500 000, a prema drugima između 5 i 10 milijuna, ili čak 15 milijuna ili više. Smatra se da između 6 i 8 milijuna Roma živi u Europi. Najveća populacija Roma živi na područjima Jugoistočne i Srednje Europe, Sjedinjenim Američkim Državama, Rusiji i državama bivšega Sovjetskoga Saveza. Manji broj Roma živi širom Zapadne Europe, Bliskog Istoka i Sjeverne Afrike.
Zemlje u kojima živi preko pola milijuna Roma su: Rumunjska, Bugarska, Mađarska i Sjedinjene Američke Države. Najveći udio Roma u ukupnom broju stanovnika ima Slovačka – od 5 400 000 stanovnika Slovačke, 320 000 su Romi. Romsko iseljeništvo ima nekoliko različitih populacija.

## Podjela
Rome su tradicijski dijelili po prostornim, kulturološkim i dijalektološkim razlikama na tri glavne skupine:
- Kaldereši (kovači koji su došli iz Jugoistočne u Središnju Europu, a zatim se selili i do Sjeverne Amerike). Predstavljaju najbrojniju romsku populaciju.
- Manuši (poznati i kao Sinti), uglavnom naseljavaju Alzas i okolne pokrajine Francuske i Njemačke. Poznati su kao putujući zabavljači i cirkusanti;
- Gitani

Svaka od ovih grupa se dalje dijeli na dvije ili više podskupina što ovisi o zanimanjiima kojim se bave i/ili prostoru s kojega potječu. Neke od ovih podskupina su: Mačvaje, Lovari, Čurari, Sinti, Rudari, Bojaši, Ludari, Luri, Šorašaji, Ungarice, Bašalde i Romungro.
Na seminaru u Strasbourgu 2003. gdje su prisustvovali predstavnici Roma, Putnika, Gypsija i drugih srodnih etničkih skupina, o čemu je izvještavala Aleksandra Rajkova, detaljno su iznesene razlike među različitim romskim zajednicama. U izlaganju Delia-Madalina Grigore iz Galaţija, govorilo se o kulturnom identitetu, Rromanipen, romskom identitetu između arhetipa i stereotipa. Na seminaru su iznesene i razlike između Roma i srodnih neromskih etničkih skupina među kojima su:
1. Balkanski Egipćani o kojima govori Rubin Zemon, s etnonimima koji podsjećaju na Egipat: Gjyp, Egjyp, Magjyp, Evgjit, Jevg u Albaniji; Gjupci, Egjupci, Jupci, Ejupci, Ojupci u Makedoniji; Agupti u Bugarskoj; i Kepti, Kiptijani, Misirli u Turskoj. Njima pripadaju i skupine koje svoje ime dobivaju po zanimanjima, to su Kovaci (kovači), Esnaf (zlatari), Aškali (ugljenari). Drugi nazivi za nih su po Rubinu Zemonu i Faraon, Firaon, Farvan (faraon), Airli, Gjivagjani, Latini, etc.
2. Bajaši, koje je predstavila Letitia Mark iz Temišvara, koja kaže da njihovo ime znači rudari, da govore posebnim rumunjskim poddijalektom, te da su diskriminirani.
3. Aškalije, koje je predstavila Rabije Krasniqi s Kosova, koji su miješanog romsko-albanskoga porijekla, a kultura im se zasniva na temeljima romskih i albanskih sastavnica.
4. Putnici (Travellers), ili irski putnici koje je predstavio Brendan O’Caolin, predkeltskog su porijekla, a govore jezikom shelta ili gamon. Oni su putujuća populacija svirača, limara i slično, poglavito nepismeni s vlastitim usmenim predajama.
5. Jeniši, koje je predstavio na seminaru Robert Huber. Ima ih oko 35 000, govore jeniški, a većina i švicarski-njemački. U obrazovanju su diskriminirani. Svijetle su puti.

## Galerija slika
- Mladi Romi iz Francuske, 19. stoljeće
- Rasprostranjenost Roma
- Tri Romkinje u Španjolskoj
- Ples Romkinji

## Poveznice
- Romski nacionalni forum, sa sjedištem u Zagrebu, krovno je udruženje Roma u Republici Hrvatskoj.
- Dani kulture Roma, kulturna manifestacija u Zagrebu koja promovira kulturno i tradicijsko naslijeđe romske manjine.
- Isabel Fonseca, svoje četverogodišnje iskustvo življenja s Romima od Albanije do Poljske, njihovu svakodnevicu, jezik, vjerovanja, običaje, obiteljske odnose opisala je u knjizi Pokppajte me uspravno: Cigani i njihov put (eng. Bury Me Standing: The Gypsies and Their Journey).
- Romi u Bosni i Hercegovini
- Romi u Hrvatskoj
- Romi u Mađarskoj
- Romi u Rumunjskoj
- Romi u Sjevernoj Makedoniji
- Romi u Vojvodini
- Romi u Urugvaju

## Vanjske poveznice
- Unija Roma Hrvatske (URH) – Udruga Žena Unije Roma Hrvatske (UŽUR)  Arhivirana inačica izvorne stranice od 4. siječnja 2014. (Wayback Machine)
- Romi Hrvatska enciklopedija